# Ángel Jesús Mejías
Ángel Jesús Mejías Rodríguez (Tembleque, Toledo, 1 de marzo de 1959) es un exfutbolista español, cuya trayectoria se desarrolló principalmente en el Atlético de Madrid. Ha trabajado como entrenador de porteros en el segundo equipo del Atlético de Madrid, posteriormente pasó por el Besiktas, Rayo Vallecano y Málaga. En la actualidad es entrenador de porteros de las categorías inferiores del Club Atlético de Madrid.

## Biografía
Ángel Mejías inició su carrera deportiva en el CD Toledo, donde permaneció dos temporadas hasta que en 1979 fichó por el Atlético de Madrid, incorporándose al filial rojiblanco, en aquel momento denominado Atlético Madrileño.
Un año más tarde, en 1980 comienza a ser convocado con el primer equipo, de cuya primera plantilla forma parte ya oficialmente en 1981.
Mejías permaneció un total de trece campañas en el conjunto madrileño, en las que disputó un total de 128 encuentros en Primera División.
Tras finalizar su etapa con el Atlético, fichó por el Talavera CF y tras una temporada en el conjunto manchego, jugó cuatro más en el Rayo Majadahonda hasta colgar definitivamente las botas en 1998.
En junio de 2013 se incorporó al equipo técnico del Málaga CF como entrenador de porteros.

## Clubes
- CD Toledo (1977-1979)
- Atlético Madrileño (1979-1981)
- Atlético de Madrid (1980-1993)
- Talavera CF (1993-1994)
- Rayo Majadahonda (1994-1998)

## Títulos
- 3 Copas del Rey: 1985, 1991 y 1992 (Atlético de Madrid)
- 1 Supercopa de España: 1985 (Atlético de Madrid)